# Sans famille
Pour les articles homonymes, voir Sans famille (homonymie).
Pour l’article ayant un titre homophone, voir Cent familles.
Sans famille est un roman français d'Hector Malot paru en 1878 chez Édouard Dentu à Paris.
L'histoire se situe au XIXe siècle. Un enfant abandonné, Rémi, est vendu par ses parents adoptifs à un saltimbanque nommé Vitalis. Parcourant les routes françaises et anglaises, l'enfant exerce différents métiers avant de découvrir le secret de ses origines. L'œuvre a été de nombreuses fois adaptée au cinéma et à la télévision.

## Les personnages
Sans famille est une œuvre mettant en scène de nombreux personnages, tous plus ou moins importants, qui marqueront Rémi, l’aideront dans sa quête et dans sa vie, surtout pour retrouver sa mère.
- Rémi : enfant trouvé.
- Vitalis : musicien ambulant, qui achètera Rémi à Jérôme Barberin.
- Mattia : ami de Rémi, il sait jouer de tous les instruments et aidera Rémi à retrouver sa famille.
- Arthur : fils de Madame Milligan, c’est un enfant handicapé qui lutte pour survivre à sa terrible maladie. Symbole du courage, il marquera beaucoup Rémi pour qui il a une grande affection. Ils se rencontrent pour la première fois sur Le Cygne, bateau appartenant à la mère d’Arthur, après que Rémi a été condamné à errer à la suite de l’arrestation de Vitalis à Toulouse.
- Joli-Cœur, Capi, Zerbino et Dolce : les animaux qui composent la troupe ambulante de Vitalis (le premier étant un singe et les trois autres des chiens).
- Jérôme Barberin : vend Rémi à Vitalis, le saltimbanque.
- Madame Barberin : mère adoptive de Rémi.
- Madame Milligan : anglaise, mère d'Arthur et de Rémi, vivant avec son fils cadet sur son bateau-péniche Le Cygne, au gré des rivières françaises.
- Lise : la petite fille muette
- Garofoli : il dirige et maltraite les enfants vagabonds et ainsi Mattia. Il sera mis en prison pour ses actes.
- Les Driscoll : Une famille de receleurs qui prétend être la vraie famille de Rémi.

## Histoire

### Tome I

#### Un village en Limousin
Jérôme Barberin vit avec son épouse à Chavanon, un village du sud de la Creuse, non loin d'Ussel, petite ville de Corrèze. Travaillant à Paris comme maçon, il n’est généralement pas chez lui. Un jour, il découvre un nourrisson dont, apparemment, les parents sont riches car il porte de beaux langes. Dans l’espoir d’obtenir une bonne récompense, Barberin propose de prendre soin de l’enfant. Il le confie à sa femme, qui le nomme Rémi.
Lorsque Barberin est blessé dans un accident du travail, il attaque son employeur en justice, espérant recevoir une compensation financière. Engagé dans un coûteux procès, Barberin ordonne à sa femme de vendre sa principale source de richesse : leur vache, ainsi que d’abandonner Rémi. Celle-ci s’exécute, mais garde Rémi.
L’histoire débute, alors que Rémi a huit ans, avec le retour inattendu de Barberin. Constatant que Rémi est toujours là, le maçon estropié décide de se débarrasser de lui. Le lendemain, Barberin rencontre un artiste ambulant au cabaret local. Cet artiste, répondant au nom de Vitalis, qui voyage à travers la France avec trois chiens – Capi, Dolce et Zerbino – et Joli-Cœur le singe, propose de se charger de Rémi. Le marché conclu, Rémi doit quitter sa maison d’enfance, sans même avoir eu la possibilité de dire au revoir à sa mère, éloignée pour la circonstance, car elle aurait sûrement agi pour empêcher la transaction.

#### Voyage avec Vitalis

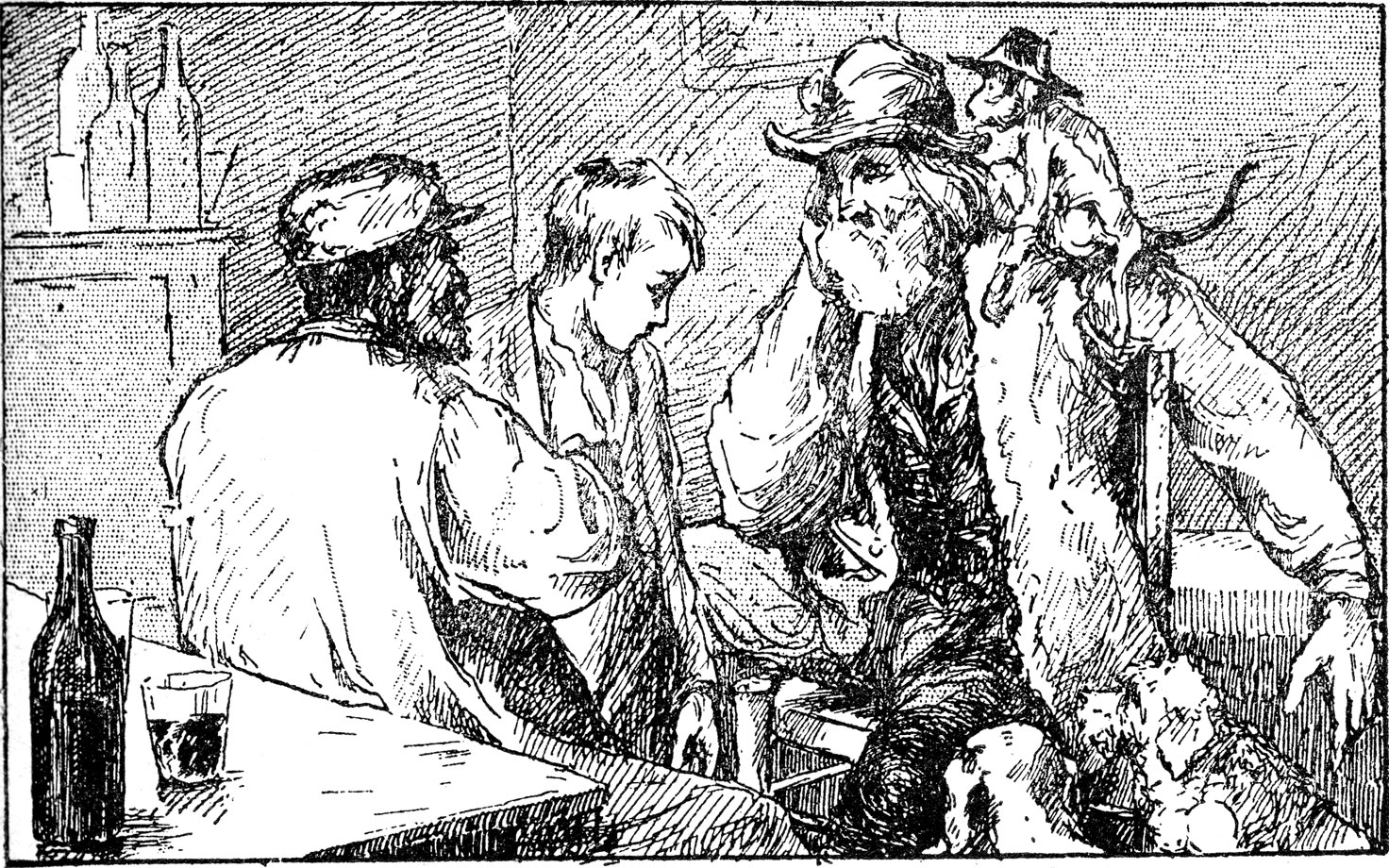
La vente de Rémi à Vitalis (dessins signés Ivan Loewitz).

Rémi commence à parcourir les routes du sud-ouest de la France (le Quercy, Bordeaux, Pau) en compagnie de Vitalis, dont il s’avère qu’il est un homme bienveillant et sensible, et certainement de bien meilleure compagnie que Barberin. Vitalis apprend à jouer de la harpe, à lire et à jouer la comédie à son jeune protégé. Rémi connaît souvent la faim et il n’a pas de toit au-dessus de la tête, mais les animaux, en particulier Capi, deviennent des amis proches. En Vitalis, il trouve le père qu’il n’a jamais eu. Ensemble, ils sillonnent la France en gagnant leur vie en donnant des représentations théâtrales et musicales.
Lors de leur séjour à Toulouse, à la suite d’un triste incident, qui reflète l’injustice des structures sociales du XIXe siècle, Vitalis est jeté en prison. Il n’est pas facile pour un enfant de dix ans de subvenir à ses besoins ainsi qu’aux quatre animaux laissés à sa garde.

#### Rencontre avecMmeMilligan

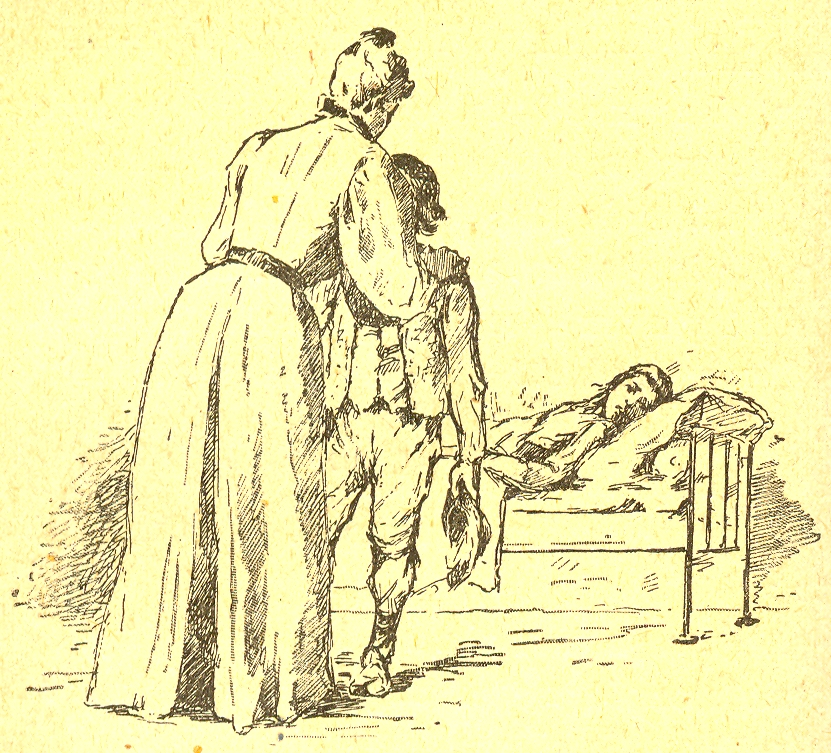
Rémi faisant ses adieux à Arthur (dessins d'Ivan Loewitz).

Sur le point de mourir de faim, ils rencontrent Le Cygne, une péniche descendant le canal du Midi et appartenant à une Anglaise du nom de Mme Milligan et son fils malade Arthur. Afin de divertir le petit malade, les Anglais recueillent Rémi, qui devient bientôt une partie de la famille. Rémi apprend qu’Arthur avait un frère aîné, qui a disparu avant sa naissance, et que le beau-frère de Mme Milligan, James, a tenté en vain de le retrouver. Cette disparition avantageait James Milligan, qui, aux termes du droit anglais, devait hériter de toute la fortune de son frère, si Mme Milligan mourait sans descendance. La naissance d’Arthur a empêché cet héritage de se réaliser.
Rémi voyage pendant deux mois avec Mme Milligan et Arthur sur le canal jusqu'à Béziers et Sète.
Lorsque Vitalis sort enfin de prison, les Milligan offrent de garder Rémi avec eux. Vitalis désire cependant conserver Rémi avec lui, et, lorsque Mme Milligan reconnaît qu’il est un homme bon et honnête, elle se résigne et ils se séparent. Vitalis dit à Rémi qu’il a fait le bon choix car il faut manger son propre pain.

#### Suite du voyage avec Vitalis

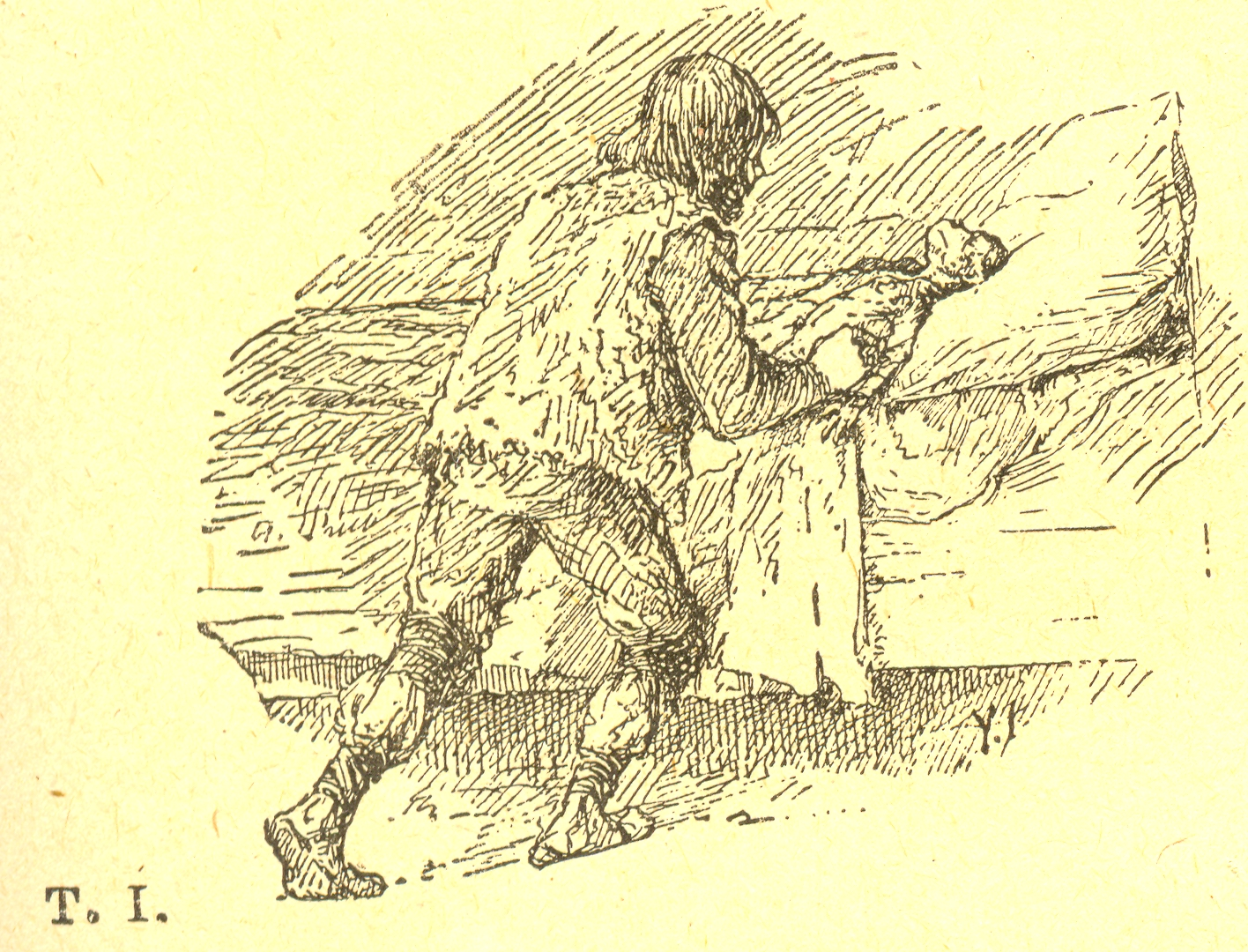
La mort de Joli-Cœur (dessins d'Ivan Loewitz).

Vitalis, Rémi et leurs animaux reprennent leur route vers le nord pour se rendre à Paris en passant par Arles, Avignon, Montélimar, Valence, Lyon et Dijon.
Sur le chemin de Paris, une tempête de neige provoque une catastrophe pour la troupe : Zerbino et Dolce sont dévorés par des loups dans la forêt, et Joli-Cœur attrape une pneumonie. Afin de tenter d’amasser des fonds pour payer le médecin, Rémi et Vitalis donnent une représentation au cours de laquelle l’enfant entend chanter pour la première fois son maître. Jamais il n’a entendu chanter aussi bien, et il n’est pas le seul à avoir été ainsi surpris : une jeune dame, apparemment riche, se dit étonnée de la voix magnifique de Vitalis. Celui-ci réagit cependant avec courroux et explique ses capacités à la dame en lui disant qu’il fut jadis le domestique d’un grand chanteur. La dame explique qu’il lui rappelle un célèbre chanteur disparu de la Scala de Milan. Il ne manifeste aucune joie lorsque la dame donne à Capi une pièce d’or. À leur retour à leur auberge avec l’argent de la représentation, ils découvrent qu’il est trop tard et que Joli-Cœur est mort.
La troupe poursuit son voyage à Paris où Vitalis projette de laisser Rémi pour l’hiver chez un « padrone », pendant qu’il forme d’autres animaux. Le « padrone » était une autre institution du XIXe siècle à qui les parents frappés par la pauvreté vendaient leurs enfants qui travaillaient pour lui. Lorsque Vitalis amène Rémi chez Garofoli, un « padrone » de sa connaissance, celui-ci n’est pas à la maison. Vitalis dit à Rémi de l’attendre, et qu’il sera bientôt de retour. Rémi va passer deux heures, en attendant le retour du padrone, à converser avec Mattia, un garçon maladif qui garde la maison, car Garofoli le croit trop stupide et incapable pour travailler dans les rues. La tâche de Mattia est de garder la marmite qui est cadenassée pour l’empêcher de s’alimenter à la dérobée. Lors du retour de Garofoli et des autres garçons, Rémi est le témoin des terribles abus de Garofoli envers ceux qui n’ont pu ramener le salaire quotidien qu’il exige d’eux. Lorsque Vitalis revient et qu’il voit les garçons punis au fouet, il menace de la police Garofoli, qui lui rétorque : « Si je disais seulement un nom, un seul nom, qui est-ce qui serait obligé d’aller cacher sa honte ? » Vitalis emmène alors Rémi, qui est intrigué, mais reconnaissant de ne jamais avoir à retourner chez Garofoli.
Mais cet acte de désintéressement sera fatal à Vitalis : cette nuit-là, en sortant par le sud de la capitale, incapable de trouver un endroit pour passer la nuit dans la tempête de neige qui fait rage, tous deux s’écroulent sous une haie après avoir vainement cherché à s’abriter dans une carrière dont ils ne trouveront jamais l’entrée. Lorsque Rémi reprend connaissance, il est dans un lit avec des gens autour de lui : un homme, deux garçons et deux filles. Rémi apprendra la terrible vérité : Vitalis est mort. Pour tenter de découvrir son identité, les policiers emmènent Rémi chez Garofoli, qui révèle la vérité : Vitalis était le célèbre chanteur italien Carlo Balzani. Lorsque, avec l’âge, sa voix s’est affaiblie, la honte l’a déterminé à disparaître et à changer son identité pour devenir « le signor Vitalis ».

#### Adoption puis désadoption par la famille Acquin

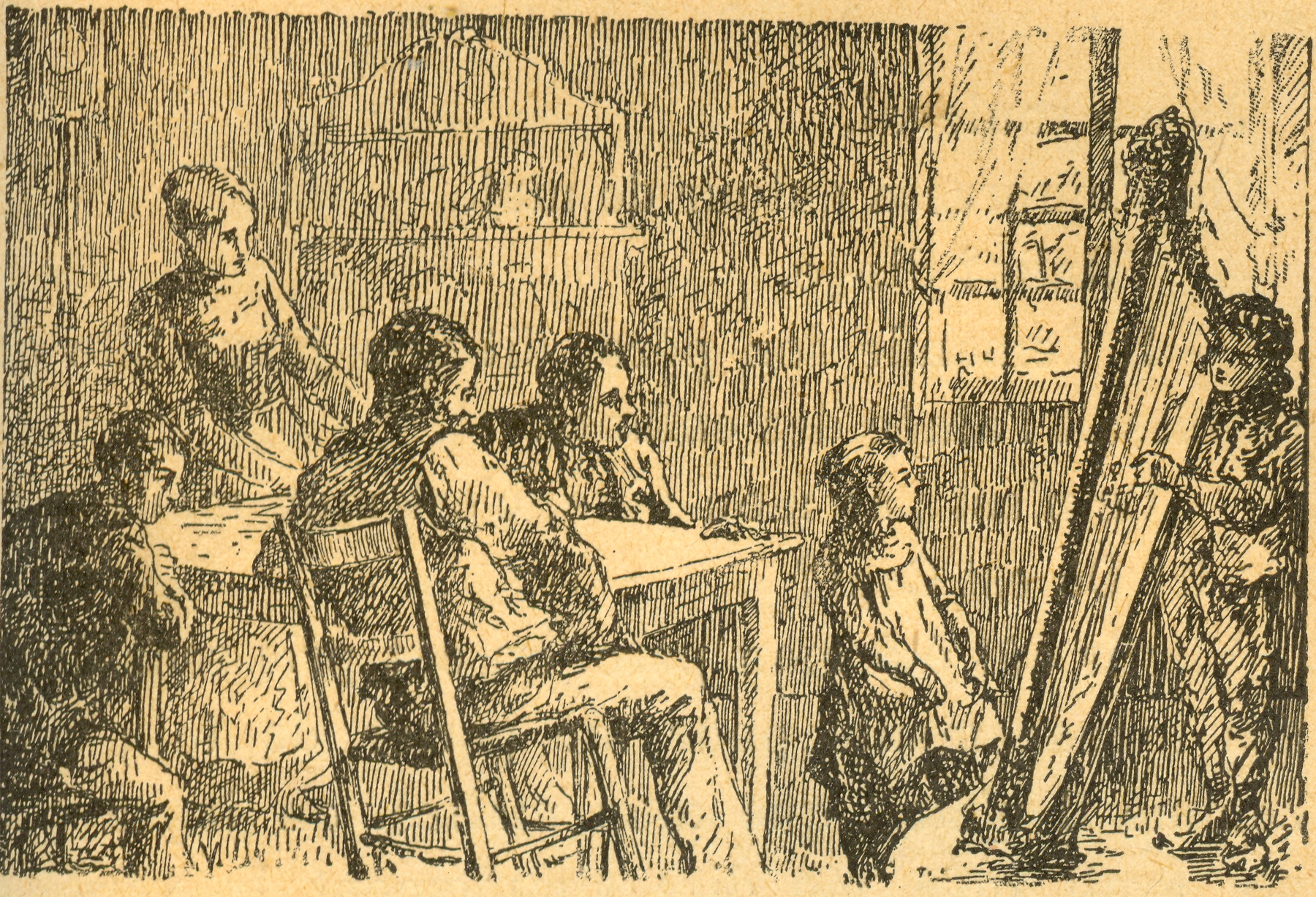
Rémi chez les Acquin.

La famille recueille Rémi et Capi. Le jardinier Pierre Acquin devient un vrai père pour Rémi, tandis qu’Alexis et Benjamin deviennent ses frères, et Étiennette et Lise, ses deux sœurs. Rémi aime surtout Lise, qui est muette, mais dont les yeux sont si éloquents. Il lui apprend à lire et il joue de la harpe pour elle. Elle aime particulièrement une chanson napolitaine qu’il lui chante.
Devenu jardinier en banlieue sud de Paris, Rémi connaît des années de travail acharné et de joyeux dimanches. Mais après deux ans, un terrible orage de grêle qui ravage les verrières des serres du père Acquin le réduit instantanément à la ruine. Ne pouvant plus acquitter ses obligations, il est emprisonné pour dettes. Même si les enfants, qui sont dispersés dans plusieurs villes chez des oncles et tantes, insistent sur le fait que Rémi fait aussi partie de la famille, aucun des oncles et tantes n’est disposé à prendre soin de lui. Le cœur à nouveau brisé, Rémi reprend ses pérégrinations de musicien ambulant en compagnie de Capi, en promettant à ses frères et sœurs de leur rendre visite sur son chemin et de leur apporter des nouvelles de leur père.

### Tome II

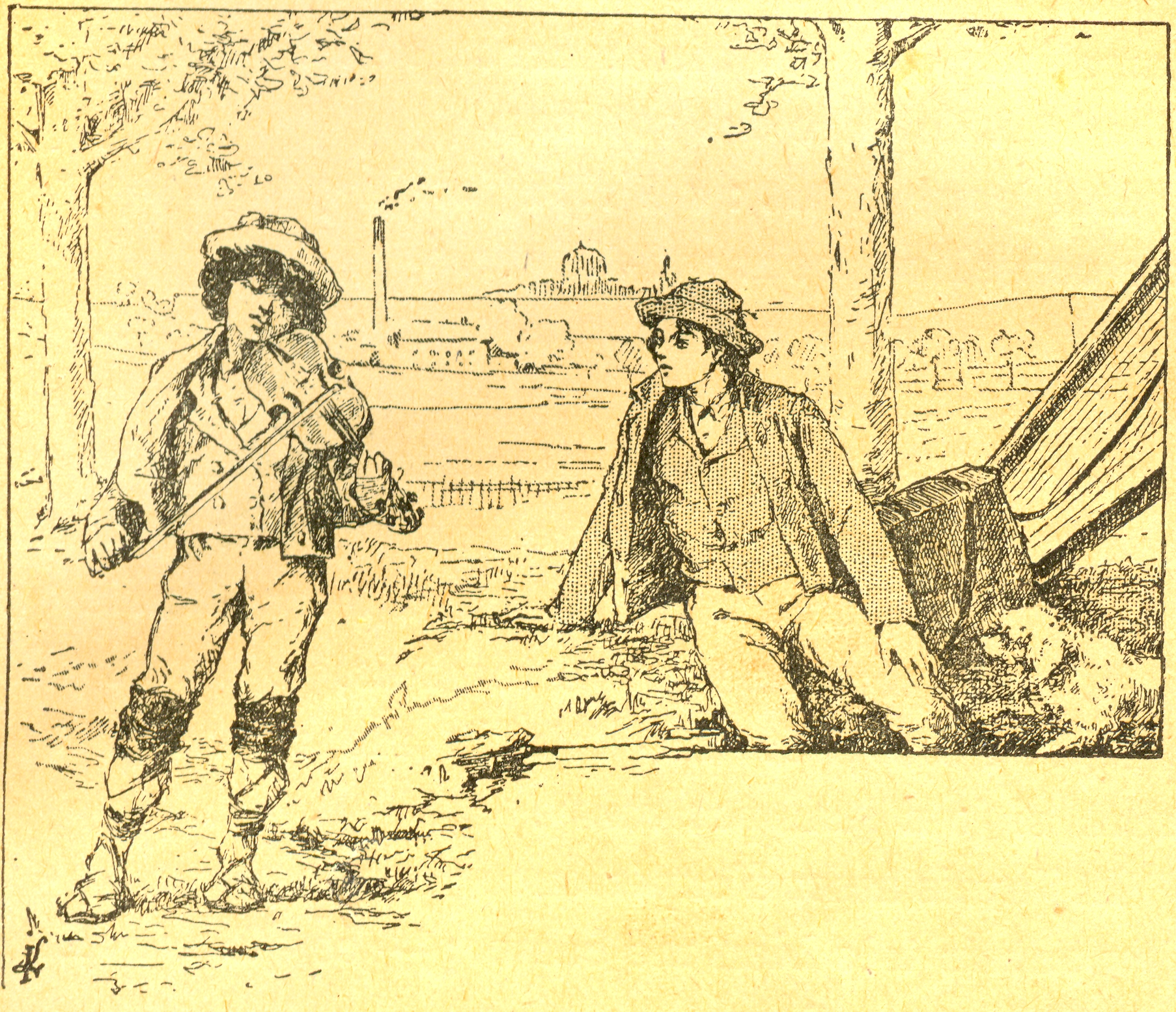
Rémi et Mattia.

#### Voyage avec Mattia
Rémi n’est pas long à rencontrer un compagnon. De passage à Paris, il tombe sur Mattia, le garçon italien de la pension Garofoli, en train de mourir de faim dans la rue. Mattia l’informe que Garofoli est en prison pour avoir battu à mort un jeune garçon, et il le supplie de le prendre dans sa troupe, composée seulement de Rémi et Capi. Rémi a peur car Mattia pourrait tout aussi bien mourir de faim avec lui que tout seul, mais ce dernier réussit à le convaincre qu’en s’entraidant l’un l’autre, ils ne mourront pas de faim. La « troupe de Rémi » se composera donc désormais de deux garçons de douze ans et d’un chien. Violoniste de talent, Mattia joue aussi d’autres instruments. Ayant travaillé quelque temps dans un cirque qui avait deux clowns anglais, il possède également un peu leur langue.
Les deux garçons rendent tout d’abord visite à Alexis, qui vit maintenant avec son oncle Gaspard, le frère du père Acquin, dans la ville minière de « Varses », qui ressemble étrangement à la ville d'Alès, dans les Cévennes (3 mois de voyage vers le sud). Lorsque, travaillant dans la mine avec son oncle, Alexis est blessé et en incapacité pendant un certain temps, Rémi s’offre à le remplacer. Un vieux mineur fort sage, surnommé « le Magister », devient un bon ami de Rémi auquel il explique l’histoire du charbon. Un jour, la mine est inondée, probablement par la rivière qui coule au-dessus. Sept mineurs, y compris l’oncle Gaspard, le Magister et Rémi, trouvent à s’abriter, mais ils sont piégés. Ils attendent des secours, mais ne savent même pas si les travaux de sauvetage sont en cours. Un des hommes avoue un grave méfait et se reproche la catastrophe avant de tomber et de se noyer. Les autres passent une quinzaine de jours sous terre, affamés et épuisés, mais optimistes avant d’être enfin sauvés. Le chien Capi est fou de bonheur et Mattia, en larmes, dit qu’il n’a jamais cru à la mort de Rémi, qui est fier de la forte croyance de son ami en lui. Cet incident, qui expose la terrible situation du travail des enfants dans la France du XIXe siècle, contribue à rapprocher Rémi et Mattia : ils deviennent des amis à la vie, à la mort.
Ayant repris la route, Mattia veut apprendre la théorie de la musique et Rémi l’accompagne chez un musicien de Mende, M. Espinassous. Impressionné par le talent de Mattia, le musicien tente de le persuader de rester chez lui et d’être son élève, mais Mattia se refuse à quitter Rémi. Les deux garçons mettent alors le cap vers Chavanon où Rémi espère retrouver mère Barberin. Au cours du voyage, ils épargnent leur argent dans l’espoir de lui acheter une vache pour remplacer la Roussette, vendue à la suite de l’accident de Barberin. De passage à Ussel, non loin de Chavanon, ils achètent une vache dans une foire aux bestiaux après avoir demandé, pour s’assurer de ne pas se laisser refourguer une mauvaise vache, l’aide d’un vétérinaire très obligeant.
La magnifique vache que les jeunes saltimbanques ont achetée s’étant enfuie, ceux-ci seront accusés, dans le village suivant où elle est rattrapée, de l’avoir volée. Rémi et Mattia expliquent au maire pourquoi deux musiciens de rue se promènent avec une vache. Le maire, qui connaît mère Barberin et a entendu parler de la catastrophe de la mine — que Rémi a dû lui raconter pour confirmer qu'il y était bien — est disposé à croire leur histoire. Pour s’assurer que les garçons sont honnêtes, le vétérinaire est appelé à témoigner, et les garçons peuvent reprendre leur voyage.
Lorsque Rémi et mère Barberin se retrouvent enfin, celle-ci lui apprend que Barberin est à sa recherche à Paris, parce que ses vrais parents semblent le faire rechercher. Mère Barberin ne sait toutefois que très peu de choses, car Barberin ne lui a jamais donné de détails. Désireux de connaître ses vrais parents, Rémi décide de remonter, avec Mattia, vers Paris pour voir Barberin. En chemin, après Montluçon et Moulins, ils passent par Dreuzy, où ils rendent visite à Lise Acquin, et lui offrent une poupée achetée sur leurs modestes revenus.
Lorsque les garçons arrivent à Paris, ils apprennent que Barberin est mort. Rémi écrit une lettre à mère Barberin, qui répond en joignant une lettre que lui a envoyé Barberin avant sa mort, où il mentionne l’adresse d’un avocat d’une étude de Londres, qui est chargé de rechercher Rémi.

#### Voyage à Londres
Embarquant à Boulogne-sur-Mer, les garçons se rendent dans la capitale anglaise, où ils sont conduits directement chez les parents de Rémi. La froideur des parents de Rémi — dont le nom est Driscoll — à son égard, le déçoit terriblement. Ce ne sont pas les retrouvailles dont il avait rêvé. Il s’avère rapidement que les Driscoll sont des cambrioleurs et des receleurs. Ils vont même jusqu’à dresser Capi à les seconder dans leurs larcins. Mais Rémi et Mattia ont la chance de pouvoir continuer à jouer leurs musiques dans les rues de Londres pour ramener de l'argent.

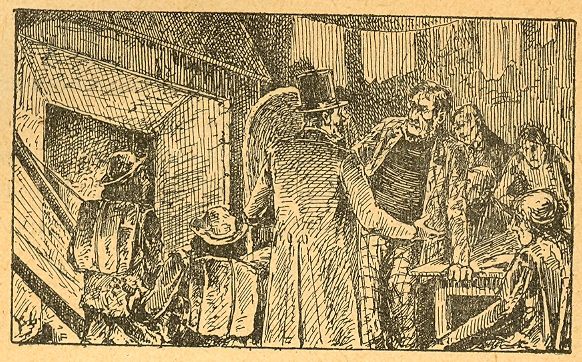
Rémi et Mattia arrivant chez les Driscoll.

Lorsque les Driscoll reçoivent la visite d’un homme qui semble être intéressé par Rémi, ce dernier ne maitrise pas suffisamment bien l’anglais pour comprendre de quoi il retourne, mais Mattia, que le visiteur n’a pas remarqué, surprend leur conversation. L’homme, qui s’appelle James Milligan, est bien l’oncle d’Arthur, dont il espère qu’il va mourir, afin de lui permettre d’hériter de la fortune de son défunt frère. Les garçons tombent d’accord pour dire que Mme Milligan doit être avertie, mais ils n’ont aucune idée de l’endroit où la trouver.

#### Retour en France
Mattia rencontre Bob, le clown du cirque où il a travaillé en France. Ce dernier se révélera un très bon ami. Lorsque Rémi est accusé d’un vol commis par ses parents, Bob et Mattia l’aident à s’évader. Ils retournent en France avec l’aide du frère de Bob, un marin qui les débarque à Isigny. Ils se mettent alors à la recherche de Mme Milligan, pour la mettre en garde contre son beau-frère. La chose est assez facile, car Le Cygne est une embarcation aisément repérable, et ils ne tardent guère à apprendre que des gens l’ont vue. Ils n’ont qu’à suivre les rivières et les canaux et traversent ainsi la France de la Normandie (Caen, Rouen) à la Bourgogne (Auxerre)
Sur leur chemin, Rémi et Mattia passent par Dreuzy, où ils espèrent retrouver Lise, lorsqu’ils apprennent que son oncle ayant péri dans un accident d’écluse, une dame anglaise, qui voyageait sur un bateau, s’est offerte à prendre soin d’elle. Persuadés qu’il s’agit de Mme Milligan, Rémi et Mattia sont plus que jamais motivés pour retrouver Le Cygne, dont ils continuent à suivre le voyage jusqu’à la Suisse. Lorsqu’ils repèrent enfin la péniche, celle-ci est désertée. En se renseignant, ils apprennent que le bateau n’ayant pu remonter la rivière, la famille a poursuivi son voyage en voiture, probablement pour Vevey, ville au bord du Léman près de Montreux.

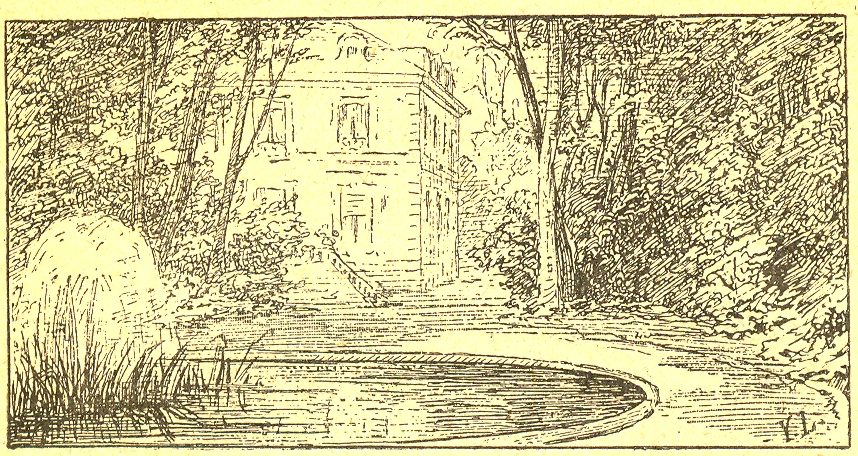
Vue du jardin de la propriété des Milligan.

À leur arrivée dans la ville où sont censés se trouver « l’Anglaise avec le petit garçon malade et la petite fille muette », ils commencent à chanter sous chaque palissade. Après plusieurs jours, alors que Rémi chante sa chanson napolitaine, il surprend un cri et une voix faible qui continue la chanson. Ils se dirigent vers la voix et découvrent Lise, qui a recouvré la parole en entendant Rémi. Les garçons découvrent que James Milligan est là aussi, et Rémi, qui a peur de le rencontrer, se cache. Mais Mattia n’a pas peur car James ne le connaît pas. Il entre alors dans le jardin et, faisant attention de ne pas être entendu par James, raconte immédiatement leur histoire à Mme Milligan, qui présume que Rémi doit être son fils aîné perdu. Elle demande à Mattia de ne pas le dire à Rémi avant qu’elle en soit sûre.
Elle arrange le séjour des garçons dans un hôtel, où ils peuvent avoir beaucoup à manger, des lits confortables, et où un coiffeur et un tailleur les assistent. Après quelques jours, Mme Milligan invite les garçons, qui tombent sur mère Barberin, que Mme Milligan a apparemment envoyé chercher. Celle-ci montre les vêtements de Rémi bébé à Mme Milligan qui reconnaît ceux que son fils portait quand il lui a été volé. Mme Milligan se déclare heureuse que Rémi soit son fils : « et c’est pour jamais maintenant que nous sommes réunis, c’est pour jamais que vous vivrez avec votre mère, votre frère, et ceux qui vous ont aimé malheureux, en montrant Lise et Mattia ». Il est désormais clair que James Milligan était derrière l’enlèvement de Rémi par Driscoll.
L’histoire finit bien : après avoir retrouvé sa famille, Rémi découvre qu’il est l’héritier d’une grande fortune. On fait venir d’Italie Cristina, la petite sœur très aimée de Mattia, et tous finissent de grandir ensemble. La santé d’Arthur se rétablit et il devient « un vigoureux jeune homme », qui épousera Cristina. Mattia deviendra, quant à lui, un violoniste célèbre. Rémi épouse Lise et ils auront un fils qu’ils nommeront Mattia, dont la nourrice sera mère Barberin qu’on a fait venir de Chavanon.
Le livre se termine avec la partition de la chanson napolitaine.

## Analyse

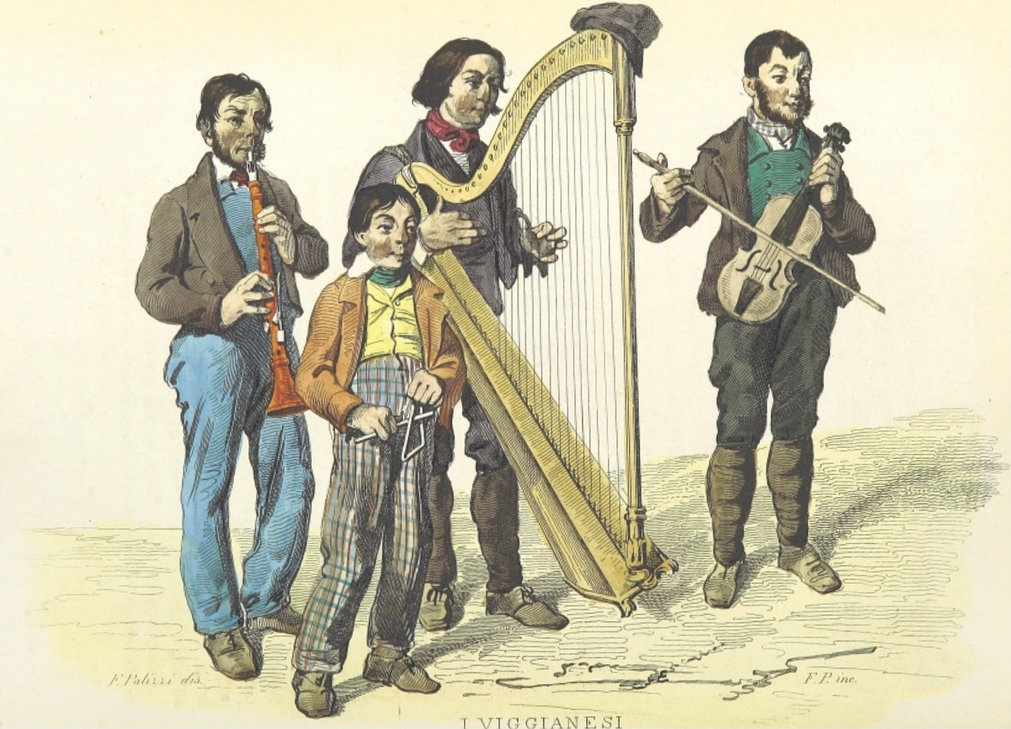
Les Viggianesi dans une illustration de 1853.

L'œuvre semble être influencée par les musiciens de rue italiens du XIXe siècle, en particulier les Viggianesi de Basilicate, qui ont émigré partout dans le monde y compris en France, appréciés pour leur prestation musicale mais aussi accusés de mendicité et d'exploitation des enfants, tel que rapporté par Maxime Du Camp dans La Mendicité à Paris.
Sous la forme d'un grand feuilleton romanesque, Hector Malot signe un roman d’initiation par excellence où le héros grandit en affrontant une suite d'aventures, de mésaventures et de drames. Voulant décrire la France du XIXe siècle, Hector Malot fait voyager son héros dans plusieurs régions du pays ainsi qu’en Angleterre à la manière de l'important livre de G. Bruno, Le Tour de la France par deux enfants, paru l'année précédente. Le roman évoque parfois le picaresque.
Au gré de son voyage, Rémi est confronté à différents métiers : saltimbanque avec Vitalis (métier assez méprisé que Malot met à l'honneur avec lui), jardinier avec la famille Acquin, et mineur dans les Cévennes. Rémi est confronté aux difficultés de chaque métier en exerçant toutes ces professions.

## Adaptations

### Cinéma
- Sans famille, film réalisé par Georges Monca en 1914.
- Sans famille, film réalisé par Georges Monca et Maurice Kéroul en 1925.
- Sans famille, film réalisé par Marc Allégret en 1934.
- Sans famille, film réalisé par Giorgio Ferroni en 1946.
- Sans famille, film réalisé par André Michel, sorti en 1958, sur un scénario de Remo Forlani avec Gino Cervi (Vitalis), Joël Flateau (Rémi), Simone Renant (Lady Mary Milligan), Paulette Dubost (Maman Barberin), Bernard Blier (Garofoli), Pierre Brasseur (M. Driscoll), Marianne Oswald (Mme Driscoll), Raymond Bussières (Jérôme Barberin), Daniel Emilfork (le valet des Milligan), Roger Pierre et Jean-Marc Thibault (les clowns Bib et Bob).
- Chibikko Remi to Meiken Capi (Le Petit Rémi et Capi le Chien Fidèle), film d'animation japonais produit par Toei Animation en 1970, ressorti dans les salles japonaises en 1975 sous le titre Chibikko Remi to Meiken Capi Yori Ie Naki Ko (L'Enfant Sans Famille).
- Rémi sans famille, film réalisé par Antoine Blossier en 2018, avec Maleaume Paquin (Rémi), Daniel Auteuil (Vitalis), Virginie Ledoyen (Madame Harper) Ludivine Sagnier (Mme Barberin) et Jonathan Zaccaï (M. Barberin).

### Télévision
- 1965 : Sans famille, adaptation télévisée française réalisée par Yannick Andréi, avec Michel Vitold dans le rôle de Vitali et Andrée Tainsy dans celui de Mère Barberin.
- 1977 : Rémi sans famille, série animée japonaise.
- 1981 : Sans famille, adaptation télévisée française réalisée par Jacques Ertaud, avec Fabrice Josso dans le rôle de Rémi et Petula Clark dans celui de Mme Milligan.
- 1984 : Bez semyi, adaptation télévisée soviétique réalisée par Vladimir Bortko.
- 1996 : Ie Naki Ko Remi, réinterprétation japonaise de la série de 1977, dans laquelle Rémi est devenu une fille.
- 2000 : Das Findelkind, connue en France sous le titre Sans famille, adaptation télévisée franco-allemande réalisée par Jean-Daniel Verhaeghe, avec Pierre Richard, Stefano Dionisi, Veronica Ferres, Marianne Sägebrecht, Bernard Fresson, Claude Jade, Marcel Dossogne, Philippe Nahon, Frédéric Deban, et Jules Sitruk dans le rôle de Rémi.
- 2014 : Maktoue men chajra, adaptation télévisée marocaine diffusée sur la chaîne 2M.

### Bande dessinée
- Le roman a été adapté en bandes dessinées déclinées en plusieurs tomes.
- Sans famille, par Yann Degruel, éd. Delcourt, 2015.

### Théâtre
- Rémi, par Jonathan Capdevielle en 2019